# Morti nel 683
| Questa pagina contiene informazioni ricavate automaticamente dalle voci biografiche con l'ausilio del template Bio e di un bot. L'aggiornamento è periodico e automatico e ricostruisce completamente la pagina. Se manca una persona in questa lista, sei pregato di non aggiungerla, ma accertati piuttosto che la sua voce biografica contenga il template Bio e che i dati anagrafici siano correttamente compilati. Se il template Bio manca, inseriscilo tu stesso o, in alternativa, metti l'avviso {{tmp\|Bio}} che ne segnala la mancanza. Se i dati riportati sono sbagliati, correggi direttamente la voce biografica; le modifiche saranno visibili in questa lista entro pochi giorni. Per chiarimenti vedi il progetto biografie. La lista contiene solo le 8 persone che sono citate nell'enciclopedia e per le quali è stato implementato correttamente il template Bio. Pagina aggiornata al 10 giu 2025. |

- 3 luglio - Papa Leone II, papa, vescovo e santo italiano
- 25 agosto - Ebba di Coldingham, monaca cristiana e santa scozzese
- 28 agosto - K'inich Janaab' Pakal, sovrano maya (n. 603)
- 11 novembre - Yazid ibn Mu'awiya, califfo arabo (n. 645)
- 27 dicembre - Gao Zong, imperatore cinese (n. 628)
- Giovanni I bar Marta, vescovo cristiano orientale siro
- Sighere dell'Essex, sovrano anglosassone
- Uqba ibn Nafi', condottiero e generale arabo (n. 622)